# 天下被网罗
天下被网罗（英语：Global Online）是香港凤凰卫视的一档晚间新闻节目，节目通过网络进行筛选，介绍网络的最新热点大事。现时在凤凰卫视资讯台播出，并於2017年及之前由五粮春冠名赞助。

## 播出时间[1]
- 首播：凤凰卫视资讯台，周一至周五23：15-00：00
- 重播：凤凰卫视资讯台，周二至周六04：15-05：00、13：15-14：00

- 如遇特備節目，首播時間會改為23：00-23：30，節目減至為時30分鐘；此外，春節期間所有首播均為預先錄影，惟自英聞解碼啟播後便改為暫停播放，以其作為替代節目。

## 主持人
- 安东
- 林玮婕
- 刘芳（代班）
- 王峰（代班）
- 饒祥以（代班）
- 杨舒（代班）